# Sielsowiet Bastuny
Sielsowiet Bastuny (biał. Бастунскі сельсавет; ros. Бастунский сельсовет) – sielsowiet na Białorusi, w obwodzie grodzieńskim, w rejonie werenowskim, z siedzibą w Bastunach.
Według spisu z 2009 sielsowiet Bastuny zamieszkiwało 1446 osób, w tym 1158 Polaków (80,08%), 223 Białorusinów (15,42%), 51 Rosjan (3,53%), 5 Ukraińców (0,35%) i 9 osób innych narodowości.

## Miejscowości
- agromiasteczka:
  - Bastuny
  - Trokiele
- wsie:
  - Bolsie
  - Bołotniki
  - Ciemny Dół
  - Cieszkiele
  - Dajnowa
  - Dejlidki
  - Dowknie
  - Gilwińce
  - Ławcuny
  - Łopaciszki
  - Mikiańce
  - Raczkuny
  - Romany
  - Sokoły
  - Sznurowicze
- chutory:
  - Wiekańce
  - Zaniuny